# NovAct
NovAct war eine niederländische Progressive-Metal-Band aus Arnhem, die im Jahr 2001 unter dem Namen Morgana-X gegründet wurde und sich 2007 wieder auflöste.

## Geschichte
Die Band wurde im Februar 2001 von Gitarrist Wouter Wamelink unter dem Namen Morgana-X gegründet und veröffentlichte im Oktober ein erstes Demo, dem im Januar 2003 das nächste Demo folgte. Im selben Jahr 2003 spielte die Band auf dem Headway Festival zusammen mit Bands wie Sun Caged und Pain of Salvation. Im Jahr 2004 änderte die Band ihren Namen in NovAct um. Im selben Jahr trat die Band unter anderem auch auf dem ProgPower Europe auf. Ihr Debütalbum erschien bei Sensory Records unter dem Namen Tales from the Soul im Februar 2005. Da Wouter zunehmend sein Gehör verlor, wurde er im Dezember 2005 durch Gitarrist Roy Segers ersetzt. Im Jahr 2005 und 2006 trat die Band zusammen mit After Forever auf deren Tour in den Niederlanden und in Belgien auf. Im Jahr 2007 löste sich die Band wieder auf.

## Stil
Die Band spielt klassischen Progressive Metal, wobei die Musik vergleichbar mit der von Vanden Plas und Poverty’s No Crime ist. Der Gesang ist dabei besonders vielseitig gestaltet.

## Diskografie
als Morgana-X
- Live Rehearsal Demo (Demo, 2001, Eigenveröffentlichung)
- Misunderstood (Demo, 2003, Eigenveröffentlichung)
- Arnhem Trolleymetaal (Split mit Thronar, Mortal Form und Non-Divine, 2003, Seven Kingdoms Records)

als NovAct
- Tales from the Soul (Album, 2005, Sensory Records)